# Graniczna Placówka Kontrolna Cieszyn

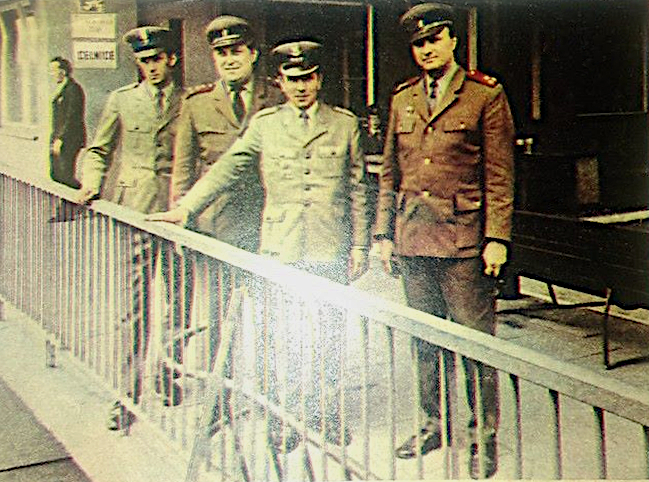
Granica polsko-czechosłowacka, zmiana pełniąca służbę: por. Józef Grochowski i st. sierż Jan Bujak z GPK Cieszyn, nadporucznik Antoni Ríchošek oraz kpt. Jan Tíchy – przejście graniczne Cieszyn (most Wolności, most Przyjaźni)-Český Těšín (most Svobody, most Družby) (1970–1979)

Graniczna Placówka Kontrolna Cieszyn – zlikwidowany pododdział Wojsk Ochrony Pogranicza wykonujący kontrolę graniczną osób, towarów i środków transportu bezpośrednio w przejściach granicznych na granicy z Czechosłowacją.
Graniczna Placówka Kontrolna Straży Granicznej w Cieszynie – zlikwidowana graniczna jednostka organizacyjna Straży Granicznej wykonująca kontrolę graniczną osób i środków transportu bezpośrednio w przejściach granicznych na granicy z Czechosłowacją/Republiką Czeską.

## Formowanie i zmiany organizacyjne
W październiku 1945 Naczelny Dowódca Wojska Polskiego nakazywał sformować na granicy 51 przejściowych punktów kontrolnych.
Graniczna placówka kontrolna Cieszyn powstała w 1945 jako drogowy przejściowy punkt kontrolny III kategorii o etacie nr 8/12 . Obsada PPK składała się z 10 żołnierzy i 1 pracownika cywilnego.
1 lipca 1965 Wojska Ochrony Pogranicza podporządkowano Ministerstwu Obrony Narodowej, Dowództwo WOP przeformowano na Szefostwo WOP z podległością Głównemu Inspektoratowi Obrony Terytorialnej. Do Ministerstwa Spraw Wewnętrznych odeszła cała kontrola ruchu granicznego oraz ochrona GPK. Tym samym naruszono jednolity system ochrony granicy. Graniczna Placówka Kontrolna Cieszyn weszła w podporządkowanie Wydziału Kontroli Ruchu Granicznego Komendy Wojewódzkiej Milicji Obywatelskiej, kontrolę graniczną wykonywali funkcjonariusze Milicji Obywatelskiej podlegli MSW.
1 października 1971 WOP został podporządkowany pod względem operacyjnym, a od 1 stycznia 1972 pod względem gospodarczym MSW. Do WOP powrócił cały pion kontroli ruchu granicznego wraz z przejściami. Przywrócono jednolity system ochrony granicy państwa. GPK Cieszyn podlegało bezpośrednio pod sztab Górnośląskiej Brygady WOP w Gliwicach.
Od 15 maja 1991 siedziba GPK Cieszyn znajdowała się na przejściu granicznym Cieszyn-Chotěbuz.
Straż Graniczna:
15 maja 1991 po rozwiązaniu Wojsk Ochrony Pogranicza, 16 maja 1991 Graniczna Placówka Kontrolna Cieszynie weszła w podporządkowanie Beskidzki Oddział Straży Granicznej w Cieszynie i przyjęła nazwę Graniczna Placówka Kontrolna Straży Granicznej w Cieszynie (GPK SG w Cieszynie).
1 grudnia 1998 Decyzją nr 34 Komendanta Głównego Straży Granicznej z dnia 5 sierpnia 1998, GPK SG w Cieszynie została włączona w struktury Śląskiego Oddziału Straży Granicznej w Raciborzu.
W 2000 rozpoczęła się reorganizacja struktur Straży Granicznej związana z przygotowaniem Polski do wstąpienia, do Unii Europejskiej i przystąpieniem do Traktatu z Schengen. Podczas restrukturyzacji wprowadzono kompleksową ochronę granicy już na najniższym szczeblu organizacyjnym tj. strażnica i graniczna placówka kontrolna. Wprowadzona całościowa ochrona granicy zniosła podział na graniczne jednostki organizacyjne ochraniające tylko tzw. „zieloną granicę” i prowadzące tylko kontrole ruchu granicznego. W wyniku tego, 15 października 2002 GPK SG w Cieszynie przejęła wraz z obsadą etatową pod ochronę odcinek granicy państwowej, po zlikwidowanej strażnicy SG w Cieszynie
Jako Graniczna Placówka Kontrolna Straży Granicznej w Cieszynie funkcjonowała do 23 sierpnia 2005 i 24 sierpnia 2005 Ustawą z 22 kwietnia 2005 O zmianie ustawy o Straży Granicznej... została przekształcona na Placówkę Straży Granicznej w Cieszynie (Placówka SG w Cieszynie).

## Ochrona granicy
1 marca 2000, przekazano do wykonywania kontroli granicznej osób towarów i środków transportu utworzonej w strukturach Śląskiego Oddziału Straży Granicznej Granicznej Placówki Kontrolnej Straży Granicznej w Lesznej Górnej:
- Leszna Górna-Horní Líštná
- Jasnowice-Bukovec.

15 października 2002 GPK SG w Cieszynie przejęła pod ochronę odcinek granicy państwowej, po zlikwidowanej Strażnicy SG w Cieszynie:
- Włącznie znak graniczny nr I/79, wyłącznie znak gran. nr I/104/3.

### Podległe przejścia graniczne
Stan z 15 maja 1991
- Cieszyn (most Wolności, most Przyjaźni)-Český Těšín (most Svobody, most Družby)
- Cieszyn-Český Těšín
- Cieszyn-Chotěbuz
- Leszna Górna-Horní Líštná
- Jasnowice-Bukovec.

Stan z 23 sierpnia 2005
- Cieszyn (most Wolności, most Przyjaźni)-Český Těšín (most Svobody, most Družby)
- Cieszyn-Český Těšín
- Cieszyn-Chotěbuz.

## Wydarzenia
- 1947 – 3 stycznia zatrzymany został w PPK Cieszyn samochód którego właściciel posługiwał się sfałszowanymi dokumentami, wiózł duże ilości złota i innych kosztowności. Za wypuszczenie na wolność proponował oficerom WOP cały ładunek. Wszystkie usiłowania przekupstwa okazały się bezowocne[7].
- 1974 – GPK Cieszyn wizytował wiceminister Spraw Wewnętrznych gen. bryg. Tadeusz Pietrzak w obecności dowódcy WOP gen. bryg. Czesława Stopińskiego[8].

## Sąsiednie graniczne jednostki organizacyjne
- Strażnica SG w Lesznej Górnej ⇔ Strażnica SG w Zebrzydowicach – 15.10.2002–1.01.2002
- GPK SG w Lesznej Górnej ⇔ GPK SG w Zebrzydowicach – 2.01.2003–24.08.2005.

## Komendanci/dowódcy granicznej placówki kontrolnej
- chor. Bronisław Cybulski[9]
- por. Albin Flisak[9]
- mjr Feliks Massalski[9]
- kpt. Klukowski[9]
- kpt. Stanisław Kosior[9] (25.07.1961–28.02.1966)[10]
- ppłk Leopold Bujak[9]
- ppłk Stefan Burcan[9] (1972–był w 1984[11])
- ppłk Lucjan Budrewicz[9] (był 15.05.1991[12]).